# Mark Pavelich
Mark Thomas Pavelich (né le 28 février 1958 à Eveleth dans l'État du Minnesota aux États-Unis et mort à Sauk Centre le 4 mars 2021) est un joueur professionnel américain de hockey sur glace. Il évoluait au poste de centre.

## Biographie
Mark Pavelich a joué au niveau universitaire avec les Bulldogs de Minnesota-Duluth de 1976 à 1979. Il fait partie de l'équipe américaine ayant battu l'équipe d'URSS lors de la ronde finale des Jeux olympiques de 1980 à Lake Placid, l'évènement étant surnommé le « Miracle sur glace ». Lors de ce match, il a réalisé deux aides, dont une sur le but gagnant marqué par Mike Eruzione. 
Après les Jeux olympiques, il s'aligne avec le HC Lugano en Suisse lors de la saison 1980-1981 et réalise 73 points en 60 matchs. Il part jouer dans la Ligue nationale de hockey en signant avec les Rangers de New York à l'été 1981 et retrouve Herb Brooks, qui était son entraîneur aux olympiades. Malgré sa petite taille (1,73 m (5′ 8″)), il parvient à s'imposer comme un des meilleurs joueurs de l'équipe en réalisant 76, 75 et 82 points lors de ses trois premières saisons dans la LNH. Le 23 février 1983, il marque cinq buts lors d'un match des Rangers contre les Whalers de Hartford.
Le 24 octobre 1986, les Rangers l'échangent aux North Stars du Minnesota contre un choix de repêchage mais ne joue que 12 matchs pour 10 points avec l'équipe de son État natal avant de retourner en Europe. Il joue brièvement au Royaume-Uni avec les Rockets de Dundee puis joue deux saisons en Italie avec le HC Bolzano.
Après un hiatus de deux ans, il s'amène avec la toute nouvelle équipe des Sharks de San José mais son passage avec l'équipe sera très bref puisqu'il ne joue que deux matchs. Il est tout de même crédité d'une aide sur le tout premier but marqué de l'histoire des Sharks qui est inscrit par Craig Coxe.
Le 4 mars 2021, il met fin à ses jours, à l'âge de 63 ans.

## Statistiques

### En club
| Saison     | Équipe                       | Ligue      |     | Saison régulière | Saison régulière | Saison régulière | Saison régulière | Saison régulière |   | Séries éliminatoires | Séries éliminatoires | Séries éliminatoires | Séries éliminatoires | Séries éliminatoires |
| Saison     | Équipe                       | Ligue      | PJ  | B                | A                | Pts              | Pun              | PJ               | B | A                    | Pts                  | Pun                  |                      |                      |
| 1976-1977  | Bulldogs de Minnesota-Duluth | NCAA       | 37  | 12               | 7                | 19               | 8                | -                | - | -                    | -                    | -                    |                      |                      |
| 1977-1978  | Bulldogs de Minnesota-Duluth | NCAA       | 36  | 14               | 30               | 44               | 44               | -                | - | -                    | -                    | -                    |                      |                      |
| 1978-1979  | Bulldogs de Minnesota-Duluth | NCAA       | 37  | 31               | 48               | 79               | 52               | -                | - | -                    | -                    | -                    |                      |                      |
| 1979-1980  | Équipe des États-Unis        | Intl       | 60  | 16               | 36               | 52               | 14               | -                | - | -                    | -                    | -                    |                      |                      |
| 1980-1981  | HC Lugano                    | LNB        | 60  | 24               | 49               | 73               | 12               | -                | - | -                    | -                    | -                    |                      |                      |
| 1981-1982  | Rangers de New York          | LNH        | 79  | 33               | 43               | 76               | 67               | 6                | 1 | 5                    | 6                    | 0                    |                      |                      |
| 1982-1983  | Rangers de New York          | LNH        | 78  | 37               | 38               | 75               | 52               | 9                | 4 | 5                    | 9                    | 12                   |                      |                      |
| 1983-1984  | Rangers de New York          | LNH        | 77  | 29               | 53               | 82               | 96               | 5                | 2 | 4                    | 6                    | 0                    |                      |                      |
| 1984-1985  | Rangers de New York          | LNH        | 48  | 14               | 31               | 45               | 29               | 3                | 0 | 3                    | 3                    | 2                    |                      |                      |
| 1985-1986  | Rangers de New York          | LNH        | 59  | 20               | 20               | 40               | 82               | -                | - | -                    | -                    | -                    |                      |                      |
| 1986-1987  | North Stars du Minnesota     | LNH        | 12  | 4                | 6                | 10               | 10               | -                | - | -                    | -                    | -                    |                      |                      |
| 1986-1987  | Rockets de Dundee            | BHL        | 1   | 0                | 2                | 2                | 0                | -                | - | -                    | -                    | -                    |                      |                      |
| 1987-1988  | HC Bolzano                   | Serie A    | 36  | 31               | 44               | 75               | 19               | 8                | 9 | 11                   | 20                   | 8                    |                      |                      |
| 1988-1989  | HC Bolzano                   | Serie A    | 44  | 23               | 34               | 57               | 42               | -                | - | -                    | -                    | -                    |                      |                      |
| 1991-1992  | Sharks de San José           | LNH        | 2   | 0                | 1                | 1                | 4                | -                | - | -                    | -                    | -                    |                      |                      |
| Totaux LNH | Totaux LNH                   | Totaux LNH | 355 | 137              | 192              | 329              | 340              | 23               | 7 | 17                   | 24                   | 14                   |                      |                      |

### En équipe nationale
Il a représenté les États-Unis au niveau international.
| Année | Compétition          |   | PJ | B | A | Pts | Pun           |  | Résultat |
| 1980  | Jeux olympiques      | 7 | 1  | 6 | 7 | 2   | Médaille d'or |  |          |
| 1981  | Championnat du monde | 8 | 2  | 3 | 5 | 4   | 5e place      |  |          |